# Saint-Germain-de-Marencennes
Saint-Germain-de-Marencennes és un municipi francès situat al departament del Charente Marítim i a la regió de la Nova Aquitània. L'any 2007 tenia 1.130 habitants.

## Demografia

### Població
El 2007 la població de fet de Saint-Germain-de-Marencennes era de 1.130 persones. Hi havia 442 famílies de les quals 90 eren unipersonals (49 homes vivint sols i 41 dones vivint soles), 160 parelles sense fills, 176 parelles amb fills i 16 famílies monoparentals amb fills.
La població ha evolucionat segons el següent gràfic:
Habitants censats

### Habitatges
El 2007 hi havia 510 habitatges, 442 eren l'habitatge principal de la família, 36 eren segones residències i 32 estaven desocupats. 493 eren cases i 17 eren apartaments. Dels 442 habitatges principals, 365 estaven ocupats pels seus propietaris, 64 estaven llogats i ocupats pels llogaters i 12 estaven cedits a títol gratuït; 2 tenien una cambra, 8 en tenien dues, 48 en tenien tres, 124 en tenien quatre i 260 en tenien cinc o més. 363 habitatges disposaven pel capbaix d'una plaça de pàrquing. A 216 habitatges hi havia un automòbil i a 197 n'hi havia dos o més.

### Piràmide de població
La piràmide de població per edats i sexe el 2009 era:
| Homes | Edats   | Dones |
| ----- | ------- | ----- |
| 0     | 95 o +  | 0     |
| 4     | 90 a 94 | 12    |
| 0     | 85 a 89 | 12    |
| 4     | 80 a 84 | 12    |
| 12    | 75 a 79 | 12    |
| 28    | 70 a 74 | 28    |
| 24    | 65 a 69 | 24    |
| 28    | 60 a 64 | 36    |
| 20    | 55 a 59 | 32    |
| 52    | 50 a 54 | 28    |
| 24    | 45 a 49 | 28    |
| 40    | 40 a 44 | 44    |
| 40    | 35 a 39 | 64    |
| 36    | 30 a 34 | 36    |
| 12    | 25 a 29 | 24    |
| 16    | 20 a 24 | 28    |
| 36    | 15 a 19 | 40    |
| 64    | 10 a 14 | 40    |
| 40    | 5 a 9   | 24    |
| 48    | 0 a 4   | 20    |

## Economia
El 2007 la població en edat de treballar era de 699 persones, 520 eren actives i 179 eren inactives. De les 520 persones actives 438 estaven ocupades (242 homes i 196 dones) i 82 estaven aturades (41 homes i 41 dones). De les 179 persones inactives 72 estaven jubilades, 41 estaven estudiant i 66 estaven classificades com a «altres inactius».

### Ingressos
El 2009 a Saint-Germain-de-Marencennes hi havia 457 unitats fiscals que integraven 1.176,5 persones, la mediana anual d'ingressos fiscals per persona era de 16.818 €.

### Activitats econòmiques
Dels 44 establiments que hi havia el 2007, 1 era d'una empresa extractiva, 3 d'empreses alimentàries, 2 d'empreses de fabricació d'altres productes industrials, 10 d'empreses de construcció, 6 d'empreses de comerç i reparació d'automòbils, 3 d'empreses de transport, 2 d'empreses d'hostatgeria i restauració, 2 d'empreses financeres, 6 d'empreses de serveis, 5 d'entitats de l'administració pública i 4 d'empreses classificades com a «altres activitats de serveis».
Dels 10 establiments de servei als particulars que hi havia el 2009, 1 era un taller de reparació d'automòbils i de material agrícola, 1 guixaire pintor, 2 fusteries, 2 lampisteries, 1 electricista, 1 empresa de construcció, 1 perruqueria i 1 restaurant.
Dels 2 establiments comercials que hi havia el 2009, 1 era una botiga de menys de 120 m² i 1 una fleca.
L'any 2000 a Saint-Germain-de-Marencennes hi havia 26 explotacions agrícoles que ocupaven un total de 1.485 hectàrees.

## Equipaments sanitaris i escolars
L'únic equipament sanitari que hi havia el 2009 era una farmàcia.
El 2009 hi havia una escola elemental integrada dins d'un grup escolar amb les comunes properes formant una escola dispersa.

## Poblacions més properes
El següent diagrama mostra les poblacions més properes.